# الدوري الإنجليزي لكرة القدم 1970–71
الدوري الإنجليزي لكرة القدم 1970–71 (بالإنجليزية: 1970–71 Football League)‏ هو موسم من دوري كرة القدم الإنجليزي. فاز فيه نادي أرسنال.